# القلشي
القلشي إحدى قرى مركز تلا التابع لمحافظة المنوفية بجمهورية مصر العربية.

## التاريخ
قرية القلشي من القرى القديمة، حيث وردت باسم «منية القلجي» في أعمال المنوفية ضمن قرى الروك الصلاحي التي أحصاها ابن مماتي في كتاب قوانين الدواوين، كما وردت باسم «منية القليجي» في أعمال المنوفية ضمن قرى الروك الناصري التي أحصاها ابن الجيعان في كتاب «التحفة السنية بأسماء البلاد المصرية». وفي العصر العثماني وردت باسم «منية القلجي» في التربيع العثماني الذي أجراه الوالي العثماني سليمان باشا الخادم في عصر السلطان العثماني سليمان القانوني ضمن قرى ولاية المنوفية، وفي تاريخ 1228هـ/1813م الذي عدّ قرى مصر بعد المسح الذي قام به محمد علي باشا باسم «القلشي» ضمن قرى مديرية المنوفية.

## السكان
بلغ عدد سكان القلشي 1,574 نسمة، منهم 785 رجل و789 إمرأة، حسب الإحصاء الرسمي لعام 2006.